# Tim Weber (Squashspieler)
Tim Weber (* 1. Juni 1987 in Remscheid) ist ein deutscher Squashspieler.

## Karriere
Tim Weber spielte von 2013 bis 2015 professionell auf der PSA World Tour und gewann in dieser Zeit ein Turnier. Seine höchste Platzierung in der Weltrangliste erreichte er mit Rang 124 im April 2015. Mit der deutschen Nationalmannschaft nahm er 2007 an der Weltmeisterschaft teil. Darüber hinaus gehörte er 2007 und 2008 zum deutschen Kader bei Europameisterschaften. Mit dem Black&White RC Worms wurde er zweimal Deutscher Meister und gewann von 2013 bis 2015 dreimal in Folge die European Squash Club Championships. 2012 und 2017 wurde er Deutscher Meister im Doppel mit Carsten Schoor.
Er hat mit der Squashspielerin Sharon Sinclair eine gemeinsame Tochter (* 2017).

## Erfolge
- Gewonnene PSA-Titel: 1
- Europapokalsieger mit dem Black&White RC Worms: 3 Titel (2013–2015)
- Deutscher Mannschaftsmeister mit dem Black&White RC Worms: 2011, 2013
- Deutscher Doppelmeister: 2012 und 2017 (mit Carsten Schoor)